# Nickel Eye
Nickel Eye es la banda formada por el bajista de The Strokes Nikolai Fraiture. La banda es originaria de Nueva York formada en 2007, está conformada principalmente por Nikolai Fraiture (guitarra, voz, bajo eléctrico, contrabajo, armónica), Joel Cadbury (guitarra), Jamie McDonald (guitarra) y Brett Shaw (batería).
Después de que The Strokes terminaran su gira la banda empezó hacer proyectos alternos, Fraiture ha trabajado con Nick Zinner de los Yeah Yeah Yeah’s y también con Regina Spektor, previo al lanzamiento de estas canciones el bajista de los Strokes también tuvo una participación con Mark Ronson en un par de canciones.

## Historia

### Orígenes
Nikolai encontró en una vieja caja de zapatos poemas y distintas composiciones escritas hace años. Con su tiempo libre, inició adaptándolas a la música. Consiguió la ayuda de South, una banda británica presentado a él por un amigo, Nickel Eye grabó algunos demos en los estudios del Sur en Hackney, Londres.

## The Time of the Assassins
Es el álbum debut de la banda lanzado el 27 de enero de 2009 a través de Rykodisc, es una colección de guitarra, bajo, batería y un toque de melotrón. El álbum está escrito y producido por Fraiture a sí mismo. Musicalmente está inspirado por algunos de sus artistas favoritos, como Neil Young, Frank Black, Leonard Cohen y The Kinks. La obra de arte es una reminiscencia del hombre de dioses, una colección de grabados, considerada como una de las primeras novelas gráficas de Lynd Ward. Las letras y el tema para The Time of the Assassins encontraron su impulso durante un viaje por carretera a través de los Estados Unidos de América, cuando Nikolai tenía diecinueve años.

## Discografía
| 27 de enero de 2009 | The Time of the Assassins |